# Wilisch (Berg)
Der Wilisch ist ein 476 m hoher Berg im Osterzgebirge unweit von Dresden. Der obere Teil des Berges besteht aus Basalt, der an der Nordwestflanke der Kuppe in einem großen Steinbruch abgebaut wurde.

## Lage und Umgebung
Der Wilisch befindet sich ungefähr 15 km südlich von Dresden und 5 km östlich von Dippoldiswalde im Landkreis Sächsische Schweiz-Osterzgebirge auf dem Territorium der Stadt Glashütte. Am nördlichen Fuß befinden sich die Gemeinde Kreischa mit dem Ortsteil Lungkwitz und südlich die Orte Hermsdorf und Hirschbach. Weil der Wilisch aus dem nördlich liegenden Kreischaer Becken und den südlich gelegenen Hochflächen Dippoldiswalder Heide und Hirschbacher Heide herausragt, ist er eine Landmarke.

### Der Kleine Wilisch
Der südöstlich liegende Kleine Wilisch (378 m) diente im 20. Jahrhundert als Basaltsteinbruch, das Gestein wurde mit einer Lorenbahn abgefahren. Grauer und roter Gneis wurden im „Roten Bruch“ gewonnen; dabei wurde ein Bergsporn mit einer mittelalterlichen Wehranlage abgebaut.

### Der Wilischgrund
Der Wilischbach entwässert den Wilisch und den Kleinen Wilisch in den Lockwitzbach beim Gasthaus Teufelsmühle. Der Wilischgrund schneidet tief in die südlich liegende Sandsteinplatte ein. Aus der nördlichen Hangseite treten zwei eisenhaltige Quellen aus, die bei Schnee an ihrer Rostfärbung gut zu erkennen sind.

## Naturraum

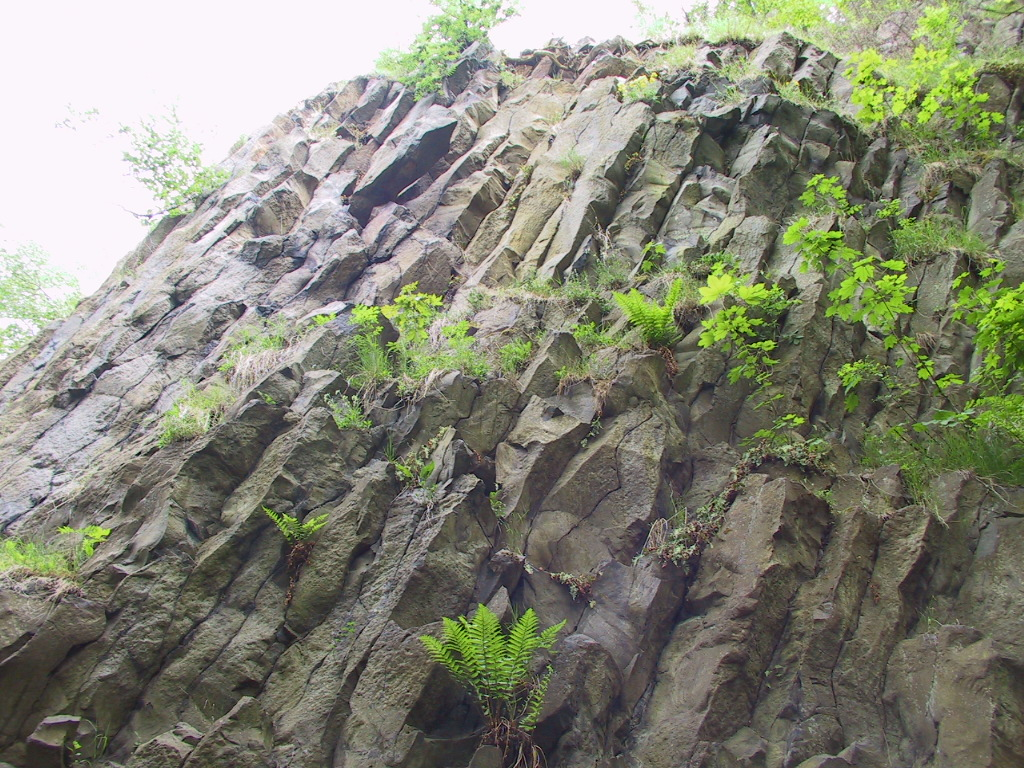
Basalt-Abbruchkante des Wilisch

### Geologie
Der Wilisch liegt am südöstlichen Ende des Döhlener Beckens (Hainsberg-Quohrener Nebenmulde), dessen Gesteine überwiegend aus karbon- und permzeitlichen Konglomeraten, Sandsteinen und Pyroklastiten bestehen. Das basaltische Gestein, das den Gipfel des Wilisch aufbaut, ist jedoch etwa 200 Millionen Jahre jünger und erst im Tertiär entstanden, als die „Rumpfplatte“ des „Ur-Erzgebirges“ tektonischen Spannungen unterworfen wurde und ihr nordöstlicher Teil (Elbezone) auf den südwestlichen (heutiges Osterzgebirge) aufgeschoben wurde. An einer der Bruchstellen, an denen diese Bewegungen unter anderem stattfanden, stieg basisches Magma auf und erstarrte in den permokarbonen Sedimentgesteinen zu Olivinnephelinit. Durch Erosion der Gesteine des Döhlener Beckens entstand eine Härtlingskuppe von ca. 70 m relativer Höhe. Die Bruchstelle, die als Aufstiegsbahn des Magmas diente, wird Karsdorfer Störung genannt. Ihr Ausbiss verläuft kaum mehr als 100 m südwestlich der Basaltkuppe. Das basaltische Gestein der Kuppe ist zum Teil in Säulen geklüftet, die zum oberen Bereich der Kuppe hin zusammenlaufen. Daraus lässt sich schließen, dass es sich um einen trichterförmigen Vulkanschlot handeln muss.
Die Hänge unterhalb der Basaltkuppe sind aus Gneis- und Rhyolithkonglomeraten sowie aus Arkosesandsteinen aufgebaut, die den jüngeren Schichtgliedern der Beckenfüllung des Döhlener Beckens zuzuordnen sind (Niederhäslich-Formation oder Bannewitz-Formation), der unterste Teil der Südwestflanke des Berges wohl auch aus anstehendem Osterzgebirgsgneis.

### Klima
Klimatisch bilden der Wilisch und die Wendischcarsdorfer Verwerfung eine Trennscheide zwischen Erzgebirge und Elbtal. Der Höhenzug schützt das Kreischaer Becken vor talabwärts ziehender Kaltluft. Das Kreischaer Becken ist ein Obstanbaugebiet, namentlich für Äpfel und Kirschen. Die Oberhänge des Wilisch ragen aus der Kaltluft heraus und sind Standorte wärmeliebender Pflanzen und Tiere.

### Flora und Fauna
Die Vegetation auf dem Gipfel ist artenreich. In der Krautschicht herrschen Pflanzen vor, die basischen Boden lieben. Artenarm ist die Vegetation der benachbarten Sandstein-Heiden. Hauptwildart ist das Reh, und ab 1970 wurde Damwild ausgewildert. Auf den Basaltfelsen findet man Eidechsen und Kreuzottern. Die geringe Besiedlungsdichte bietet vielen Arten von Greifvögeln Lebensraum und Nahrungsgrundlage.

## Geschichte

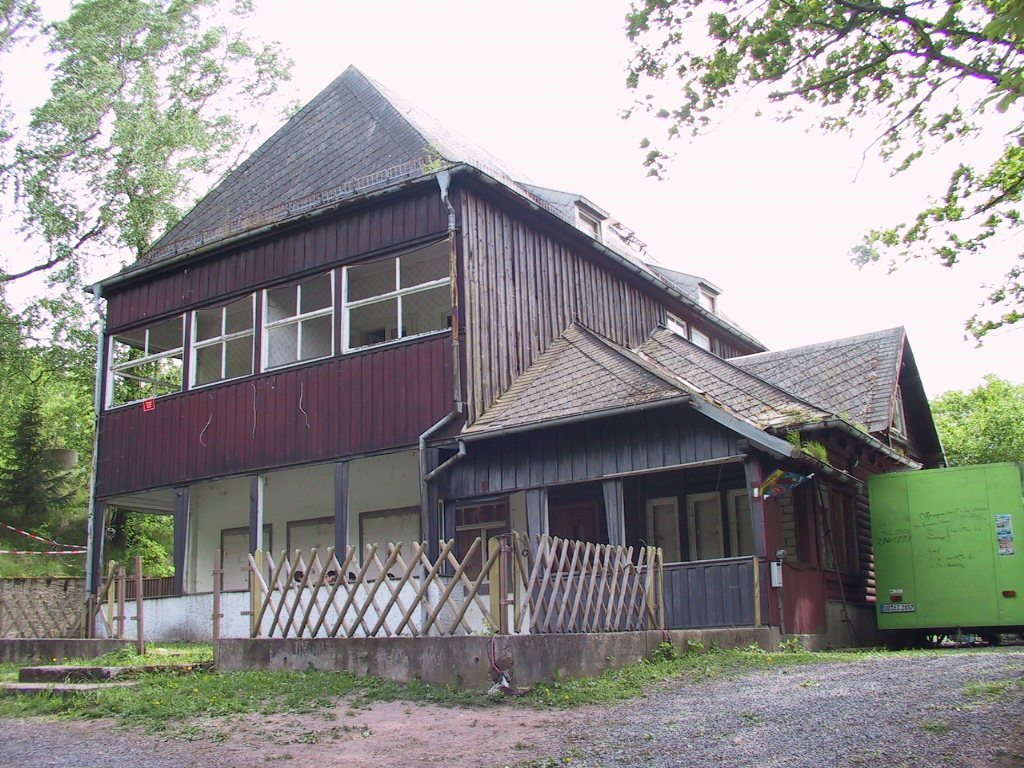
Leerstehende Wilischbaude (2003)

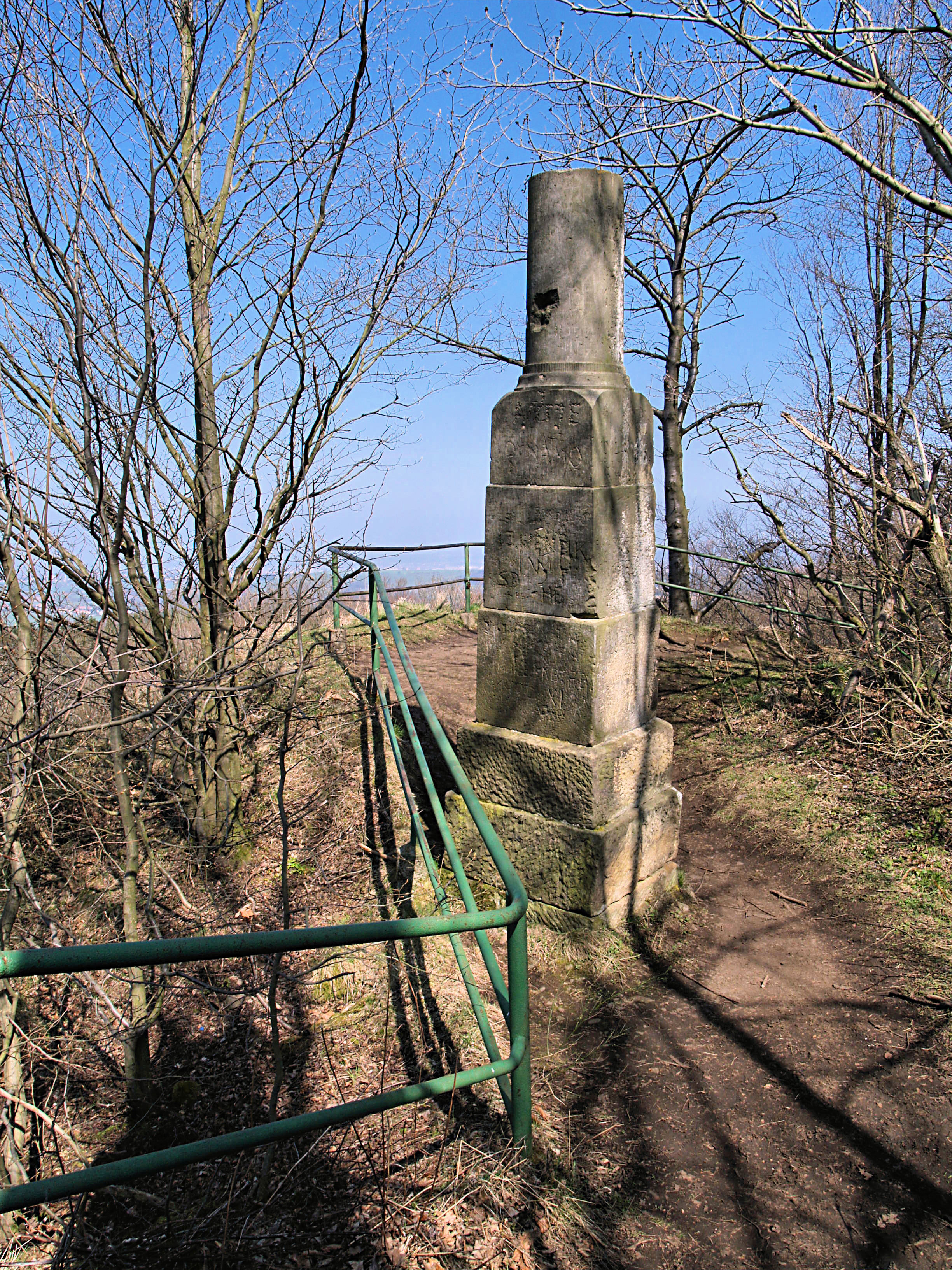
Triangulationssäule von 1867. Die Einschussspuren im oberen, zylindrischen Teil stammen aus dem Zweiten Weltkrieg (2015)

Der Wilisch und die Wendischcarsdorfer Verwerfung bildete für die Bronzezeitsiedler und die Slawen die südliche Besiedlungsgrenze. Die kargen Böden besaßen für sesshafte Bauern keine Anziehungskraft. Nur Honigsammler und Jäger drangen über den Wilisch hinaus in die Heidelandschaft vor.
Am 13. Juni 1832 erhielt Johann George Vogel, Drucker aus Kreischa, nach einer Eingabe an König Anton das Recht eines Bierausschanks auf dem Wilisch und zur Errichtung mehrerer grüner Lauben. Nach einigen Jahren entstand ein fester Bau mit Strohdach, genannt „Wilischhütte“. 1909 wurde die eigentliche Wilischbaude erbaut, welche dem Verkehrsverein für Kreischa und Umgebung (Ortsgruppe des Gebirgsvereins für die Sächsische Schweiz) gehörte. Pächter war von 1909 bis 1961 Otto Werner. Danach erfolgte die Nutzung als Ferienheim. Seit 1990 steht die Wilischbaude leer. Eine begonnene Sanierung des Gebäudes wurde wieder abgebrochen.
Die Gewinnung des Basalts in einem Steinbruch ist bereits in der zweiten Hälfte des 19. Jahrhunderts nachweisbar und dauerte bis 1923 an. Sichtbar wurden dadurch schrägstehende sechseckige Basaltsäulen, die den Schluss erlauben, dass ein ehemaliger Vulkanschlot angeschnitten wurde. Die Steinbruchsohlen sind terrassenförmig angelegt. Mit Molchen besetzte Tümpel sind derzeit verschwunden.
Das abgebaute Material wurde zur Schotterung von Straßen in der Region, beispielsweise bei Gittersee, benutzt.
Im September 1867 wurde durch Christian August Nagel auf dem Gipfel des Wilisch die Station Nr. 61, 2. Ordnung der Königlich-Sächsischen Triangulierung aus Neundorfer Sandstein errichtet. Die Vermessungssäule wurde 1921 vom Kreischaer Gebirgsverein zu einem Ehrenmal für die Gefallenen des Ersten Weltkrieges aus der Gemeinde umgewidmet. Die ursprüngliche Inschrift der Station wurde entfernt und durch die Jahreszahlen 1914–1918 ersetzt. Die Säule wurde am Ende des Zweiten Weltkrieges durch Beschuss erheblich beschädigt.

### Entstehung des Namens
Wahrscheinlich leitet sich der Name des Berges und des südlich verlaufenden Wilischbachs von der altsorbischen Bezeichnung für „Wolf“ = „wjelk“ ab.

## Aussicht

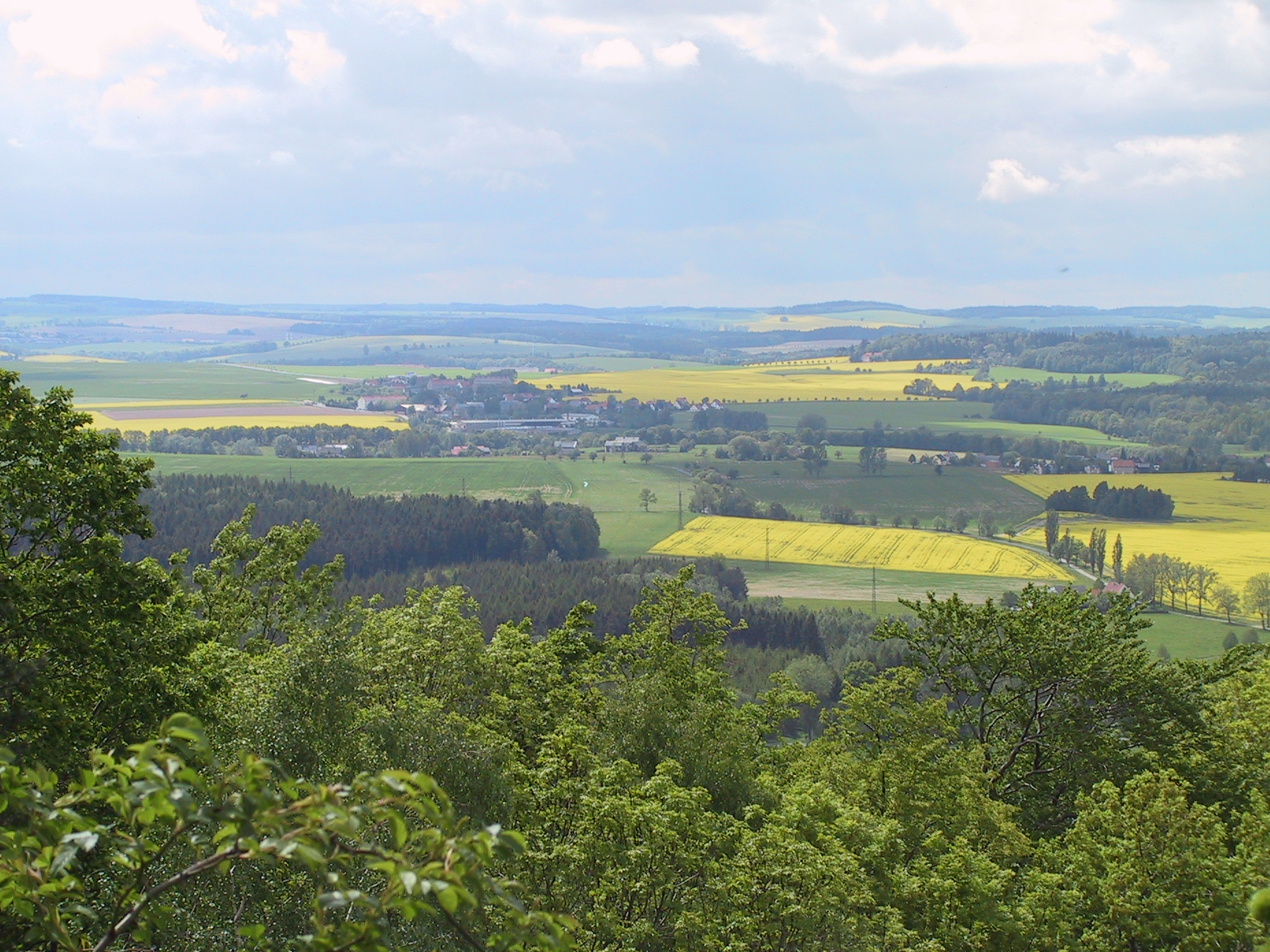
Ausblick vom Gipfel des Wilisch

Eine Aussicht ist nur nach Westen von der Abbruchkante des ehemaligen Steinbruchs möglich. Der Blick schweift über die wellige Landschaft des Osterzgebirges und Erzgebirgsvorlandes. Markante Erhebungen im Blickfeld sind weitere Härtlingskuppen im Osterzgebirge wie der Luchberg (576 m) und der Geisingberg (823 m) sowie auch das Schulgebäude von Rabenau.

## Wege zum Gipfel
- Bis zur ehemaligen Wilischbaude führt ein Fahrweg von Hermsdorf auf den Berg, welcher der bequemste Zugang ist.
- Wanderwege führen von Kreischa, Hirschbach und vom Waldparkplatz Teufelsmühle durch den Wilischgrund zum Wilisch.